# 환경파괴

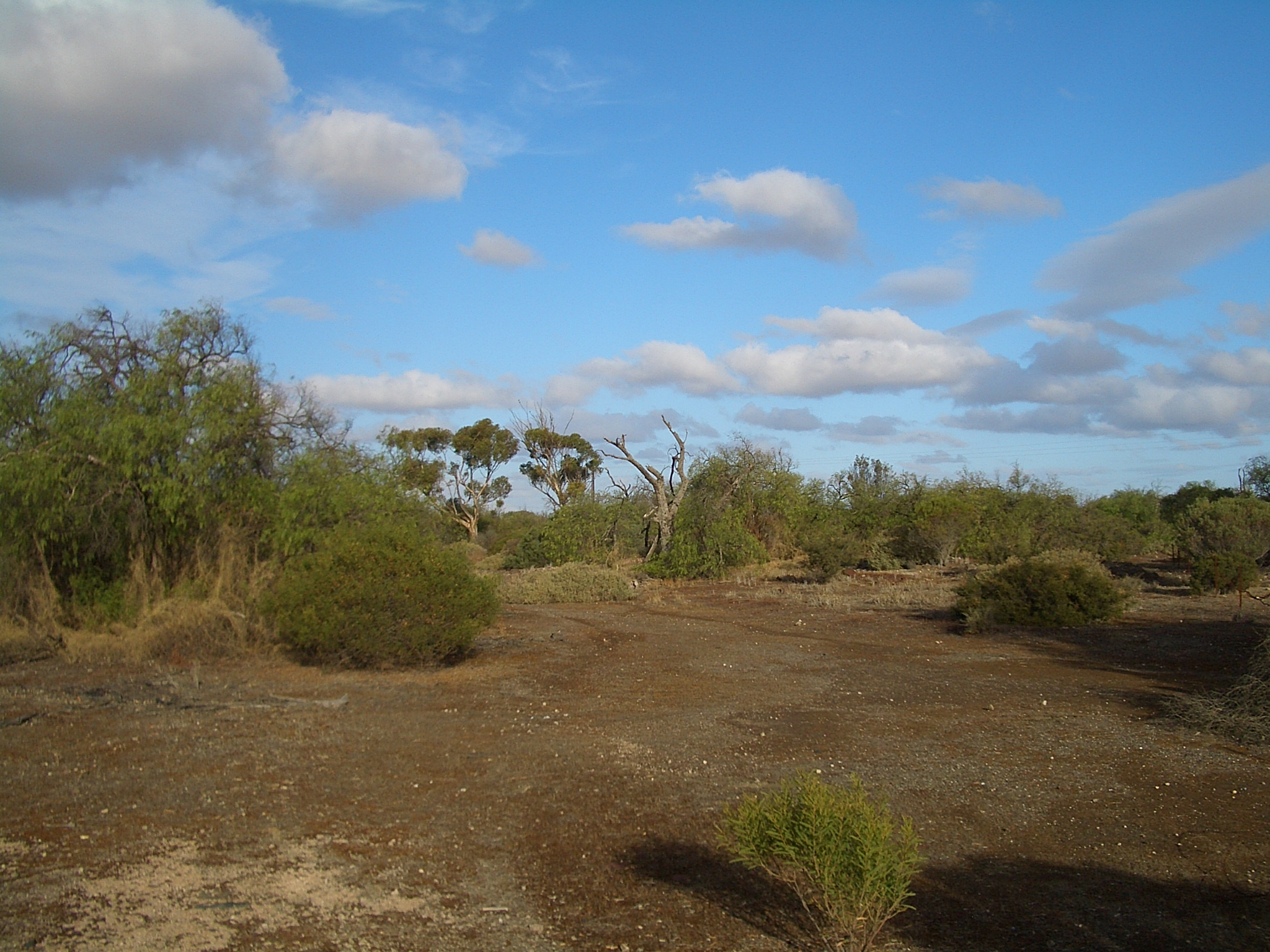

환경파괴 또는 자연파괴는 대기, 물, 흙 등 자원 고갈을 통해 환경을 파괴하는 것이다. 생태계 파괴, 서식지 파괴, 야생동식물의 절멸도 이에 포함된다. 산업만이 아니라 예술을 위해서도 환경이 파괴되기도 한다. 유해하거나 바람직하지 않은 것으로 간주되는 환경의 변화나 파괴로 정의된다.
환경 문제는 인간 활동이 환경에 미치는 부정적인 영향으로 정의할 수 있다. 환경의 생물학적 특성과 물리적 특성이 모두 포함된다. 큰 걱정을 불러일으키는 주요 환경 문제로는 대기 오염, 수질 오염, 자연 환경 오염, 쓰레기 오염 등이 있다.
환경 파괴는 유엔의 위협, 도전, 변화에 관한 고위급 패널이 공식적으로 경고한 10가지 위협 중 하나이다. UN 국제 재해 감소 전략은 환경 파괴를 "사회적, 생태학적 목표와 필요를 충족시키는 환경 능력의 감소"로 정의한다. 환경 파괴는 다양한 유형으로 발생한다. 자연서식지가 파괴되거나 천연자원이 고갈되면 환경은 악화된다. 이 문제에 대응하기 위한 노력에는 환경 보호와 환경 자원 관리가 포함된다. 환경 파괴를 초래하는 잘못된 관리는 환경을 잘못 관리하는 세력에 맞서 공동체가 조직되는 환경 갈등으로 이어질 수도 있다

## 소비 증가
세계 인구가 시시각각 증가함에 따라 천연자원에 대한 수요도 증가한다. 더 많은 생산 증가에 대한 필요성으로 인해 해당 자원이 보관되어 있는 환경과 생태계에 더 많은 피해가 발생한다. UN의 인구 증가 예측에 따르면 2070년까지 최대 1억 7천만 명의 출생이 더 발생할 수 있다. 더 많은 연료, 에너지, 음식, 건물 및 수자원의 수요는 지구상의 인구 수에 따라 증가한다.

### 삼림 벌채
새로운 농업 지역과 도로 건설의 필요성이 증가함에 따라 삼림 벌채 과정은 계속 영향을 받는다. 삼림 벌채는 "비산림 용도로 전환된 토지에서 숲이나 나무를 제거하는 것"이다. 1960년대 이후 열대우림의 거의 50%가 파괴되었지만 이러한 과정은 열대우림 지역에만 국한되지 않는다. 유럽의 숲도 가축, 곤충, 질병, 침입종 및 기타 인간 활동 등 여러 요인에 의해 파괴된다. 세계의 수많은 육상 생물 다양성이 다양한 유형의 숲에서 발견된다. 소비 증가를 위해 이러한 지역을 허물면 해당 지역에 서식하는 식물과 동물 종의 세계 생물 다양성이 직접적으로 감소한다. 서식지와 생태계의 파괴와 함께 세계 산림의 감소는 대기 중 CO2의 양에 영향을 미친다. 숲이 우거진 지역을 제거함으로써 우리는 탄소 저장소의 양을 가장 큰 저장소인 대기와 바다로 제한하고 있다. 삼림 벌채의 가장 큰 이유 중 하나는 세계의 식량 공급을 위한 농업용이지만, 경관에서 나무를 제거하면 해당 지역의 침식률이 증가하여 해당 토양 유형에서 작물을 생산하기가 더 어려워진다.

## 같이 보기
- 인류세
- 환경 문제
- 생태사회주의
- 유엔 개발 계획
- 유엔 환경 계획